# 菲尔斯
菲尔斯是奥地利蒂罗尔州罗伊特县的一个市镇。总面积30.7平方公里，总人口1527人，人口密度50人/平方公里（2017年）。